# Betsalel Aschkenazi
Betsalel Aschkenazi (Betsalel ben Abraham Aschkenazi; geb. um 1520; gest. um 1592) war ein in Ägypten lebender jüdischer Gelehrter; seine Klale ha-Talmud sammeln methodologische Bemerkungen der hervorragendsten Ausleger des Talmud (Geonim und mittelalterliche Ausleger).

## Ausgaben
- Schitta Mequbbetset, 11 Bände, Tel Aviv 1963